# Basselinia
Basselinia, rod palmi smješten u podtribus Basseliniinae ili Ptychospermatinae, dio tribusa Areceae, potporodica Arecoideae. Postoji 14 priznatih vrsta, sve su endemi sa Nove Kaledonije

## Opis
Karakteristične male do umjerene palme s perastim lišćem, pokazuju značajne varijacije u habitusu, obliku listova i cvatova, profil obično nije potpun, a plod ima bočne do apikalne stigmatične ostatke i više manje glatki endokarp.

## Fosilni zapis
Monosulkatni polen debelih stijenki s prepoznatljivim uskim infratektumom, Palmaepollenites kutchensis, iz srednjeg eocena središnje Jave (Nanggulan formacija) uspoređuje se s peludom Basselinia i Burretiokentia te s peludom korifoida roda Pritchardia.

## Etimologija
Ime roda odaje počast francuskom umjetniku i pjesniku Olivieru Basselinu (oko 1400. – 1450.).
Rod je opisan u Bulletin de la Société Linnéenne de Bordeaux, sér. 2 6: 230. 1872[1872].

## Vrste
1. Basselinia deplanchei (Brongn. & Gris) Vieill.
2. Basselinia eriostachys (Brongn.) Becc.
3. Basselinia favieri H.E.Moore
4. Basselinia glabrata Becc.
5. Basselinia gracilis (Brongn. & Gris) Vieill.
6. Basselinia humboldtiana (Brongn.) H.E.Moore
7. Basselinia iterata H.E.Moore
8. Basselinia moorei Pintaud & F.W.Stauffer
9. Basselinia pancheri (Brongn. & Gris) Vieill.
10. Basselinia porphyrea H.E.Moore
11. Basselinia sordida H.E.Moore
12. Basselinia tomentosa Becc.
13. Basselinia velutina Becc.
14. Basselinia vestita H.E.Moore

## Sinonimi
- Microkentia H.Wendl. ex Benth. & Hook.f.; Gen. 3: 895 (1883)
- Nephrocarpus Dammer; Bot. Jahrb. Syst. 39: 21 (1906)
- Alloschmidia H.E.Moore; Gentes Herbarum (Ithaca) 11(4): 293 (1978)